# Beth Maitland
 (juillet 2013).
Si vous disposez d'ouvrages ou d'articles de référence ou si vous connaissez des sites web de qualité traitant du thème abordé ici, merci de compléter l'article en donnant les références utiles à sa vérifiabilité et en les liant à la section « Notes et références ».
Beth Maitland est une actrice américaine née à Rapid City dans le Dakota du Sud le 12 mai 1958. Elle est surtout connue pour son rôle de Traci Abbott Connelly dans le feuilleton américain Les Feux de l'amour.

## Biographie
Beth Maitland est née à Rapid City. Elle et sa famille déménagèrent à Scottsdale quand elle avait 7 ans. Elle est allée à l'Université d'État de l'Arizona où elle se spécialisa dans la musique et le théâtre. En 1978, Maitland déménage à Los Angeles où elle se met à travailler dans des discothèques tout en donnant des leçons de théâtre.

## Filmographie

### Télévision
- 1982-1996, 1999, 2001-2002, depuis 2006: Les Feux de l'amour : Traci Abbott
- 1987 : Plaza Suite : Miss McCormack (téléfilm)

- 1995 : Professeur Holland : Principale sourde (cinéma)
- 2007 : Amour, Gloire et Beauté : Traci Abbott (1 épisodes)
- 2013 : The Grove : Gloria (téléfilms)
- 2017 : Esprits criminels : Eleanor Parsons (saison 12, épisode 11)
- 2019 : Number 2 : Renea (court-métrage)